# Sobór Chrystusa Zbawiciela w Moskwie
Sobór Chrystusa Zbawiciela (ros. Хра́м Христа́ Спаси́теля) – największa świątynia (sobór) cerkiew prawosławna na świecie, znajdująca się w Moskwie na brzegu rzeki Moskwy, nieopodal Kremla. Główna świątynia Rosyjskiego Kościoła Prawosławnego.

## Historia

### Geneza i powstanie

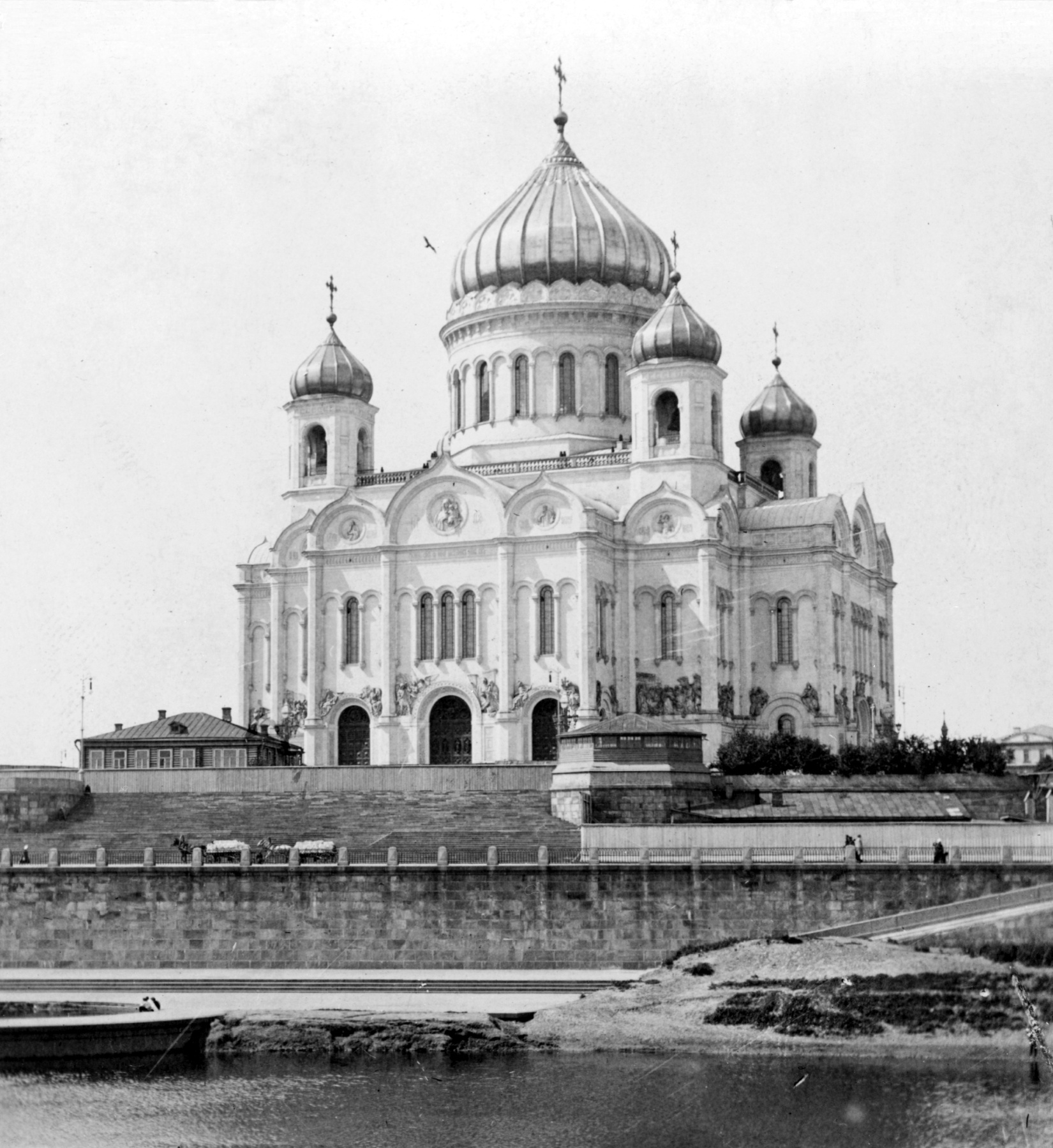
Katedra w 1903

Katedralny sobór Chrystusa Zbawiciela jest votum dziękczynnym za uratowanie Rosji przed najazdem napoleońskim w 1812 r. W dniu 25 grudnia 1812, gdy ostatni żołnierze napoleońscy opuścili granice Rosji, car Aleksander I podpisał manifest o budowie soboru w Moskwie. W piątą rocznicę wyjścia wojsk napoleońskich z Moskwy, 12 października 1817 na Wzgórzach Worobiowych rozpoczęto budowę pierwszej świątyni według projektu A. L. Wittberga, luteranina. Budżet stanowiły środki skarbu państwa (16 milionów rubli) oraz darowizny społeczeństwa. Pomimo początkowego szybkiego tempa prac do 1824 nie zakończono cyklu zerowego, a wkrótce po objęciu władzy przez cara Mikołaja I prace zostały wstrzymane, formalnie na skutek niedostatecznej jakości podłoża. Wittberga i kierownictwo budowy oskarżono o roztrwonienie środków skarbu na kwotę 1 miliona rubli – po trwającym 8 lat procesie architekt został skazany na konfiskatę majątku i zesłanie do Wiatki.
W drugim ogłoszonym konkursie zwycięzcą został Konstantin Thon, który zaprojektował świątynię w rosyjsko-bizantyjskim stylu, zgodnym z upodobaniami nowego imperatora. Car wskazał też miejsce na budowę nowej świątyni – Czertopole (następnie Prieczystienka, obecnie ul. Wołchonka). Prace budowlane rozpoczęte 10 września 1839 trwały 44 lata, a ich koszty osiągnęły poziom 15 milionów rubli, przy czym były to właściwie wyłącznie środki państwowe. Montaż wielkiej kopuły zakończono w 1849, zewnętrzne rusztowania rozebrano w 1860, a prace wykończeniowe wnętrz kontynuowano do 1880. Przy dekorowaniu cerkwi udział brali najwybitniejsi artyści Akademii Sztuk Pięknych w Petersburgu: Wasilij Surikow, Iwan Kramskoj, Wasilij Wierieszczagin i inni.
Na rok przed poświęceniem soboru, 20 sierpnia 1882 w surowym wnętrzu miało miejsce prawykonanie uwertury Rok 1812 Piotra Czajkowskiego.
W obecności nowokoronowanego cara Aleksandra III świątynia została poświęcona przez metropolitę moskiewskiego Joannicjusza 26 maja 1883.

### Zniszczenie świątyni

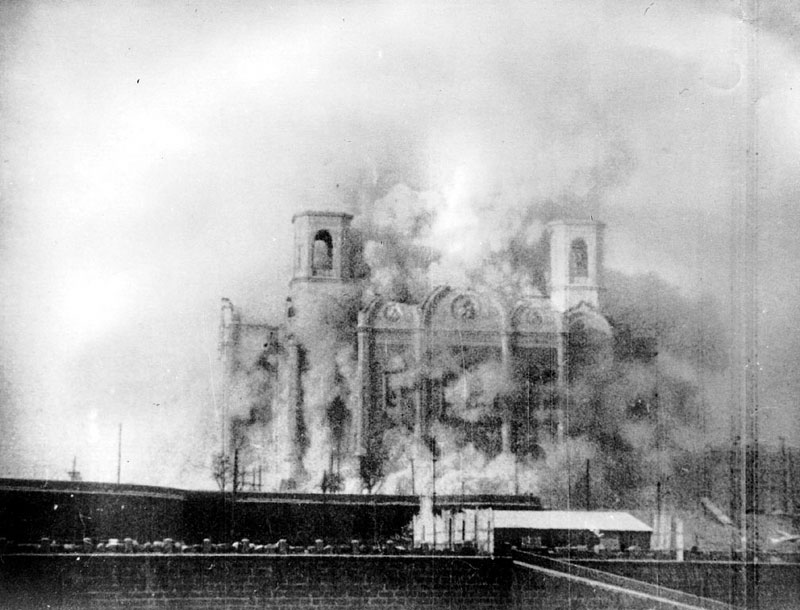
Świątynia podczas wysadzenia

Decyzja o zniszczeniu soboru i wybudowaniu na jej miejscu Pałacu Rad zapadła 2 lipca 1931, a 5 grudnia tegoż roku świątynia została wysadzona w powietrze. Wymagało to dwóch eksplozji, ponieważ świątynia przetrwała pierwszą. Budowa Pałacu Rad, rozpoczęta w 1937, nigdy nie wyszła z cyklu zerowego, a jej kontynuowaniu stanęła na przeszkodzie II wojna światowa.
Dopiero w 1958 w znajdującym się na miejscu cerkwi wykopie rozpoczęto budowę otwartego basenu pływackiego „Moskwa”.

### Odbudowa świątyni
Pierwsze próby odbudowy zniszczonej świątyni datują się na koniec lat 80. Kamień węgielny pod budowę wmurowano 5 grudnia 1990. Równocześnie powołano do życia fundację i w 1994 rozpoczęto budowę. Projektantem świątyni był Aleksy Denisow. Dzięki darom budowa postępowała bardzo szybko i dolna świątynia została w dzień Przemienienia Pańskiego 6/19 sierpnia 1996 poświęcona przez patriarchę Aleksego II, który zarazem sprawował pierwszą liturgię. Górna świątynia została udostępniona 31 grudnia 1999, w wigilię 2000. rocznicy Narodzenia Chrystusa. Tamże sprawowano pierwszą od lat Bożonarodzeniową Boską Liturgię. Uroczyste poświęcenie odbudowanej świątyni miało miejsce 19 sierpnia 2000.

## Architektura

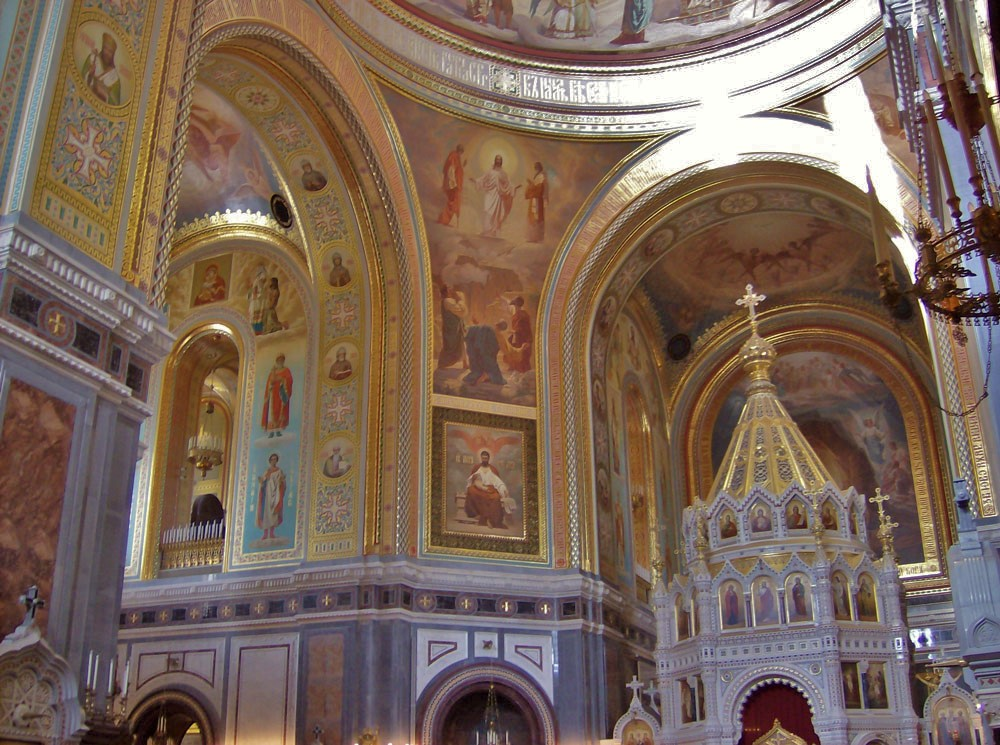
Wnętrze soboru (2008)

Sobór Chrystusa Zbawiciela jest największą i najbardziej okazałą świątynią Rosji. Pomieścić może 10 000 wiernych. Konstrukcja nakreślona jest na planie greckiego, równoramiennego krzyża o rozpiętości ramion 85 m. Wysokość wraz z kopułą i krzyżem na kopule wynosi 103 m.
Takie samo wezwanie otrzymał – mniejszy – wzniesiony w latach 90. XX w. katedralny sobór w Królewcu.